# Assembleia Nacional da Venezuela
A Assembleia Nacional da Venezuela (Asamblea Nacional, em espanhol) é o órgão que exerce o poder legislativo de jure na Venezuela. A Assembleia segue o modelo unicameral com número de membros variável, sendo que estes são eleitos por representação proporcional. Todos os deputados são eleitos para um mandato de cinco anos. O número de assentos é constante, cada estado e o distrito da capital elegeram três representantes mais o resultado da divisão da população do estado em 1,1% da população total do país. Três assentos são reservados para representantes dos povos indígenas da Venezuela e eleitos separadamente por todos os cidadãos, não apenas por pessoas de origem indígena. Para o período 2010-2015, o número de assentos foi de 165. Todos os deputados cumprem mandatos de cinco anos. A Assembleia Nacional se reúne no Palácio Legislativo Federal, na capital da Venezuela, Caracas.
Em meio à atual crise constitucional, um órgão diferente, a Assembleia Constituinte foi eleita em 2017, com a intenção de reescrever a Constituição Venezuelana. A partir daí, as duas legislaturas operaram em paralelo, com a Assembleia Nacional formando a oposição primária ao presidente Nicolás Maduro, e com a Assembleia Constituinte sendo seu principal apoiador. O mandato da Assembleia Constituinte expira em 31 de dezembro de 2020, uma medida que substitui a resolução anterior de agosto de 2017 que estabeleceu sua validade por pelo menos dois anos.
Em 23 de janeiro de 2019, Juan Guaidó se declarou presidente interino, citando cláusulas da constituição venezuelana de 1999 e sua maioria na Assembleia Nacional. A Assembleia Nacional desde então apoiou Guaidó e se tornou parte de seu governo de transição .
Em 24 de setembro, os deputados do Grande Pólo Patriótico retomaram seus postos na Assembleia Nacional para "facilitar o diálogo nacional". A mudança foi bem recebida por Juan Guaidó.

## História

### Constituição de 1961
Desde 1961, a Venezuela teve uma legislatura bicameral conhecida como Congreso, composta por um Senado e uma Câmara dos Deputados.
O senado era composto por uma proporção de dois senadores por estado e outros dois para representar o Distrito Federal. Havia também um número de senadores ex-officio para representar as minorias. Além disso, os ex-presidentes eram agraciados com um título de senador vitalício. A Câmara de Deputados era composta por 2 representantes para cada estado, igualmente eleitos por sufrágio universal.
O Senado e a Câmara dos Deputados eram liderados cada um por um presidente, e ambos desempenhavam suas funções com a ajuda de um Conselho Diretor. O Presidente do Senado da Venezuela possuia um cargo adicional de Presidente do Congresso e foi sucessor constitucional do Presidente da Venezuela em caso de vacancia. Essa sucessão ocorreu em 1993, quando Octavio Lepage sucedeu Carlos Andrés Pérez.

### Constituição de 1999
Em 25 de agosto de 1999, a Assembleia Nacional Constituinte suspendeu o funcionamento do Congresso da República e o reduziu a uma Comissão Parlamentar pela primeira vez desde 1811. Em 2000, sob a Constituição de 1999, o Senado e a Câmara de Deputados foram unidos e deram origem a atual sistema unicameral venezuelano. O novo parlamento foi rebatizado de "Assembleia Nacional da República Bolivariana da Venezuela" e assumiu características do antigo Senado do país, uma vez que os deputados são representantes dos governos estaduais.

#### Crise constitucional de 2017
Em 29 de março de 2017, o Tribunal Supremo de Justiça (TSJ) retirou os poderes da Assembleia, decidindo que todos os poderes seriam transferidos para o Tribunal Supremo. No ano anterior, a Corte considerou a Assembleia desprezada por jurar em cargo legisladores cujas eleições foram consideradas inválidas pela corte. A sentença do tribunal em 2017 declarou que a "situação de desprezo" significava que a Assembleia não poderia exercer seus poderes. A ação transferiu poderes da Assembleia, que possuía maioria da oposição desde janeiro de 2016, para a Suprema Corte, que possui a maioria de apoiadores do governo. A ação foi denunciada pela oposição com o presidente da Assembleia, Julio Borges, descrevendo a ação como um golpe de Estado do presidente Nicolás Maduro. No entanto, após protestos públicos e condenação por órgãos internacionais, a decisão do tribunal foi revertida alguns dias depois, em 1º de abril.
Em 4 de agosto de 2017, a Venezuela convocou uma nova Assembleia Constituinte após uma eleição especial que foi boicotada por partidos da oposição. A nova Assembleia Constituinte pretende reescrever a constituição; ela também possui amplos poderes legais que lhe permitem governar acima de todas as outras instituições estatais. A Assembleia Constituinte se reúne no Palácio Legislativo Federal; a liderança da Assembleia Nacional disse que continuaria seu trabalho como legislador e continuará se reunindo no mesmo edifício.
Em 18 de agosto, a Assembleia Constituinte convocou os membros da Assembleia Nacional para participar de uma cerimônia reconhecendo sua superioridade legal; os membros da oposição da Assembleia Nacional boicotaram o evento. Em resposta, a Assembleia Constituinte retirou da Assembleia Nacional seus poderes legislativos, assumindo-os para si mesma. Justificou a ação alegando que a Assembleia Nacional não conseguiu impedir o que chamou de "violência da oposição" na forma dos protestos venezuelanos de 2017. A constitucionalidade desse movimento foi questionada e condenada por vários governos estrangeiros e órgãos internacionais.

#### Eleição de liderança de 2020 contestada
A eleição do Comitê Delegado da Assembleia Nacional da Venezuela em 5 de janeiro de 2020, para eleger o Conselho de Diretores da Assembleia Nacional, foi interrompida. Os eventos resultaram em duas reivindicações concorrentes da Presidência da Assembleia Nacional: uma de Luis Parra, um legislador independente, e uma de Juan Guaidó. Parra era anteriormente membro do Primeiro Justiça, mas foi expulso do partido em 20 de dezembro de 2019 com base em suspeitas de corrupção investigadas pela Operação Escorpião, as quais ele nega. De dentro da legislatura, Parra se declarou presidente da Assembleia Nacional, um movimento que foi bem recebido pelo governo Maduro. A oposição contestou esse resultado, dizendo que o quórum não havia sido alcançado e que nenhum voto havia sido contabilizado. As forças policiais bloquearam o acesso ao parlamento a alguns membros da oposição, incluindo Guaidó, e membros da imprensa. Mais tarde, uma sessão separada foi realizada na sede do jornal El Nacional, onde 100 dos 167 deputados votaram pela reeleição de Guaidó como presidente do parlamento. Em seu discurso, Guaidó anunciou sua renúncia à Vontade Popular.
Guaidó foi empossado em 7 de janeiro, depois de forçar a passagem pelas barricadas da polícia. Parra reiterou sua reivindicação à presidência do parlamento.

## Estrutura e poderes
De acordo com a atual Constituição Bolivariana de 1999, o ramo legislativo do governo na Venezuela é representado por uma Assembleia Nacional unicameral . A Assembleia é composta por 165 deputados (diputados), eleitos por voto "universal, direto, pessoal e secreto" em um sistema de representação proporcional de lista partidária nacional. Além disso, três deputados são devolvidos estado a estado, e três cadeiras são reservadas para representantes dos povos indígenas da Venezuela.
Todos os deputados cumprem mandatos de cinco anos e devem nomear um suplente para substituí-los durante períodos de incapacidade ou ausência (art. 186). De acordo com a constituição de 1999, os deputados poderiam ser reeleitos a até dois mandatos (art. 192); no referendo constitucional venezuelano de 2009, esses limites de prazo foram removidos. Os deputados devem ser cidadãos venezuelanos de nascimento ou venezuelanos naturalizados com um período de residência superior a 15 anos; maiores de 21 anos no dia da eleição; e viveram no estado para o qual buscam eleição nos quatro anos anteriores (art. 188).
Além de aprovar a legislação (e ser capaz de bloquear qualquer uma das iniciativas legislativas do presidente), a Assembleia possui vários poderes específicos descritos no artigo 187, incluindo a aprovação do orçamento, o início de processos de impeachment contra a maioria dos funcionários do governo (incluindo ministros e o vice-presidente, mas não o presidente, que só pode ser removido por meio de um referendo de recall) e a nomeação dos membros dos ramos de governo eleitoral, judicial e do promotor. Entre outros, também tem o poder de autorizar ações militares estrangeiras e domésticas e autorizar o presidente a deixar o território nacional por mais de 5 dias.
A Assembleia é liderada por um Presidente com 2 Vice-Presidentes e, juntamente com uma secretária e uma secretária adjunta, formam o Conselho Diretor da Assembleia e, quando está em recesso duas vezes por ano, lideram uma Comissão Permanente da Assembleia Nacional, juntamente com 28 outros deputados.
Desde 2010, as 15 comissões permanentes da Assembleia, criadas pelas Regras da Assembleia de 2010, são compostas por um número mínimo de 7 e um máximo de 25 deputados que lidam com a legislação de várias questões. Os escritórios dos comitês estão localizados no edifício José María Vargas, em Caracas, a poucas centenas de metros do Palácio Legislativo Federal, o antigo prédio também é onde estão localizados os escritórios da liderança da Assembleia.

## Sistema eleitoral
Na eleição legislativa de 2000, os representantes foram eleitos sob uma representação proporcional mista, com 60% eleitos em distritos de assento único e o restante na representação proporcional com lista de partidos fechada. Essa foi uma adaptação do sistema usado anteriormente para a Câmara dos Deputados da Venezuela, que foi introduzida em 1993, com um equilíbrio de 50-50 entre distritos de assento único e listas de partidos, e deputados por estado proporcionais à população, mas com um mínimo de três deputados por estado.
Para a eleição legislativa de 2010, a Ley Orgânica de Processos Eleitorais (LOPE), entre outras mudanças, reduziu a proporção da lista de partidos para 30%. Além disso, a lei separou completamente a votação distrital e a lista partidária, criando um sistema de votação paralela. Anteriormente, os partidos que ganhavam assentos nominais no distrito haviam subtraído esse total do ganho na lista proporcional de partidos, o que incentivava os partidos a adotarem o sistema criando partidos separados para a lista de partidos.

## Composição política
A primeira eleição legislativa para a nova Assembleia Nacional ocorreu em 30 de julho de 2000. O Movimento V República (MRV) do Presidente Hugo Chávez venceu a eleição com mais de 44% dos votos e elegeu 92 deputados, obtendo o partido pela primeira vez uma maioria absoluta.
A oposição recusou-se a participar da eleição legislativa de 2005 e, como resultado, não elegeu deputados. Enquanto isso, o MRV solidificou sua maioria parlamentar, vencendo a eleição com 60% dos votos e elegendo 118 deputados. Em 2007, vários partidos de esquerda, incluindo o majoritário MRV, uniram-se para fundar o Partido Socialista Unido da Venezuela (PSUV), que em janeiro de 2009 passou a deter 144 dos 165 (87%) representantes eleitos da Assembleia Nacional.
Na eleição legislativa de 2010, o PSUV venceu a eleição de forma apertada com 48% dos votos, elegendo 96 deputados (perdendo 22 cadeiras em comparação a 2005), enquanto que a coalizão opositora Mesa da Unidade Democrática (MUD) obteve 47% dos votos e elegeu 64 deputados (ganhando 48 cadeiras em comparação a 2005). Por fim, o partido Patria Para Todos (PPT) obteve pouco mais de 3% dos votos e elegeu 2 deputados.
Nas eleições parlamentares de 2015, a MUD elegeu 109 dos 164 cadeiras nacionais e todas as 3 cadeiras reservados aos deputados indígenas, o que assegurou-lhes maioria qualificada na Assembleia Nacional. Por sua vez, a coalizão governista o Grande Polo Patriótico Simón Bolívar (GPPSB), elegeu os 55 deputados restantes. A participação dos eleitores neste escrutínio eleitoral excedeu a marca dos 70%.
O resultado da eleição, no entanto, foi marcado pela suspensão da posse parlamentar de 4 deputados do estado do Amazonas por decisão do Tribunal Supremo de Justiça, devido a supostas acusações de fraude eleitoral. 3 dos 4 eram deputados da MUD e somente 1 era do GPPSB.
Após a eleição da Assembleia Constituinte da Venezuela em 2017, foi inaugurada uma nova Assembleia Constituinte da Venezuela que funcionaria, de facto, como o Poder Legislativo federal, usurpando o poder de jure da Assembleia Nacional dominada pela oposição, além de passar a deter a prerrogativa de reescrever a Constituição do país. Em resolução aprovada em maio de 2019, o mandato da nova Assembleia Constituinte expiraria em 31 de dezembro de 2020, medida que substituiu resolução anterior, de agosto de 2017, que havia estabelecido sua validade por, no mínimo, 2 anos.

### Última eleição legislativa
| Resultados eleitorais após 100% dos votos apurados |                                              |            |       |          |      |
| Partido                                            | Partido                                      | Votos      | %     | Cadeiras | +/–  |
|                                                    | Grande Polo Patriótico Simón Bolívar (GPPSB) | 4.321.975  | 69,34 | 253      | 198  |
|                                                    | Aliança Democrática (AD)                     | 1.169.872  | 18,76 | 18       | Novo |
|                                                    | Venezuela Primeiro (PV)                      | 260.720    | 4,18  | 2        | Novo |
|                                                    | Partido Comunista da Venezuela (PCV)         | 170.352    | 2,73  | 1        | 1    |
|                                                    | Assentos indígenas                           | –          | –     | 3        | 0    |
| Total de votos válidos                             | Total de votos válidos                       | 6.262.888  | 99,29 | 277      | 110  |
| Votos inválidos (brancos e nulos)                  | Votos inválidos (brancos e nulos)            | 45.088     | 0,71  | –        | –    |
| Total de votos registrados                         | Total de votos registrados                   | 6.307.976  | 30,46 | –        | –    |
| Eleitorado apto a votar                            | Eleitorado apto a votar                      | 20.710.421 | 100   | –        | –    |